# Prado

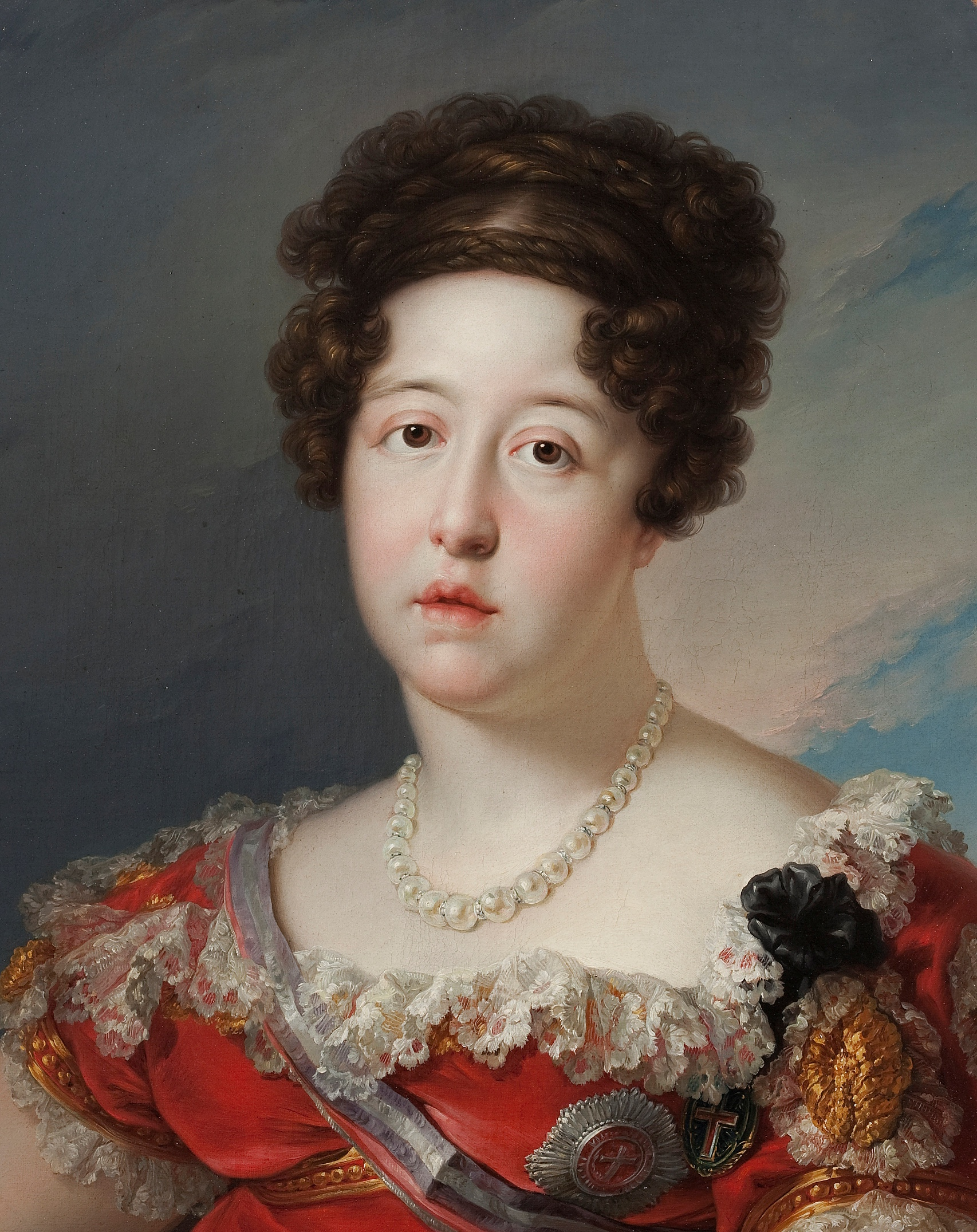
Maria Izabela Braganza, pomysłodawczyni zaprezentowania kolekcji królewskiej w formie publicznego muzeum.

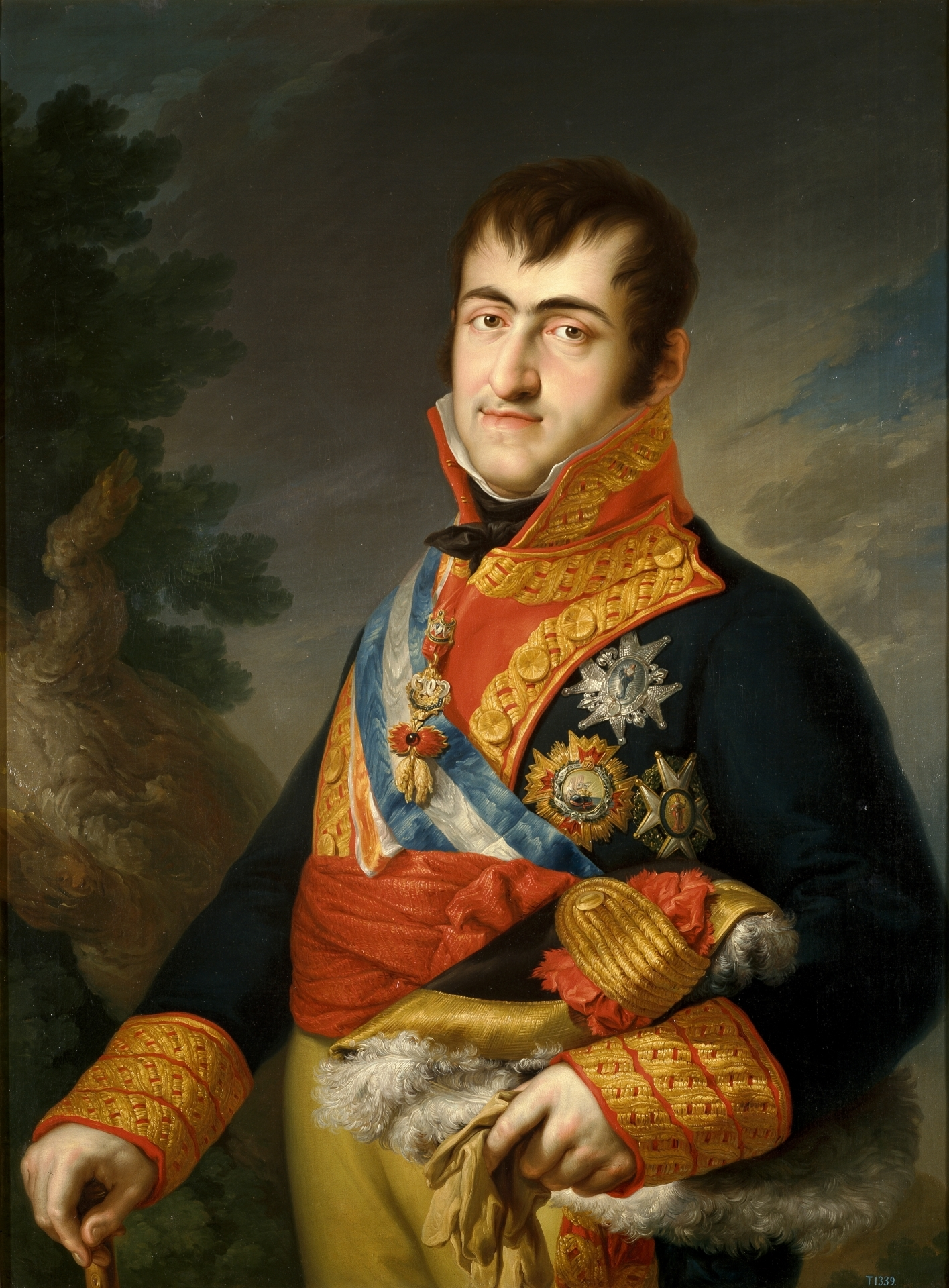
Ferdynand VII, założyciel Królewskiego Muzeum Malarstwa i Rzeźby (dzisiejsze Muzeum Narodowe Prado).

Prado, oficjalna nazwa w j. hiszp. Museo del Prado, także: Museo Nacional del Prado – jedno z najważniejszych muzeów sztuki na świecie, zlokalizowane w Madrycie. Jest zarazem jednym z najliczniej odwiedzanych muzeów świata. Zostało utworzone w 1819 roku przez króla Ferdynanda VII na prośbę jego drugiej żony, Marii Izabeli. Oryginalny, klasycystyczny budynek, zbudowany w 1785 roku według projektu Juana de Villanuevy, był kilkakrotnie rozbudowywany w XX wieku. Aktualnie w Prado znajduje się ponad 35 000 eksponatów.

## Historia
Budynek, w którym dziś mieści się kolekcja, został zaprojektowany w 1785 roku przez architekta Juana de Villanuevę z polecenia Karola III jako siedziba Gabinetu Historii Naturalnej. Wnuk zleceniodawcy, Ferdynand VII, zachęcany przez żonę, królową Marię Izabelę, zdecydował, iż w budynku urządzone zostanie Królewskie Muzeum Malarstwa i Rzeźby. Wkrótce nazwa została zmieniona na Narodowe Muzeum Malarstwa i Rzeźby. Muzeum oficjalnie otwarto dla publiczności w listopadzie 1819 roku.
Głównym jego celem było ukazywanie sztuki należącej do korony królewskiej i pokazanie, że sztuka hiszpańska nie odbiega poziomem od dyscyplin artystycznych realizowanych w innych krajach Europy. W 1868 roku Izabelę II zdetronizowano, a muzeum upaństwowiono i zmieniono nazwę na Narodowe Muzeum Prado (hiszp. Museo Nacional del Prado).
W międzyczasie kolekcja muzeum rosła, wzbogacając się w dużej mierze dzięki konfiskatom Mendizabala – projektowi konfiskaty niedochodowych ziem kościelnych, która prowadziła do zamykania niedochodowych klasztorów, a przez to przejmowania ich własności, w tym dzieł sztuki. Budynek mieszczący królewskie zbiory sztuki z czasem okazał się niewystarczający do prezentacji kolekcji, więc w 1918 roku podjęto decyzję o jego rozbudowie.
W okresie Drugiej Republiki Hiszpańskiej od 1931 do 1936 roku skupiono się na budowaniu prowincjonalnych muzeów. Podczas hiszpańskiej wojny domowej, na podstawie zlecenia Ligi Narodów, usunięto 353 obrazy i 168 rysunków, które wysłano do Walencji, następnie do Girony i do Genewy. W pierwszych latach dyktatury Francisca Franco wiele obrazów zostało umieszczonych w ambasadach. W 2007 roku została otwarta nowa część muzeum zaprojektowana przez architekta Rafaela Moneo: lekka, prosta i skromna.

## Budynek
Budynek Prado wzniesiono w ramach transformacji tej części Madrytu z krajobrazu wiejskiego w monumentalną przestrzeń miejską. Okolica jednak zachowała swoją nazwę: el prado (hiszp. łąka).
Klasycystyczny budynek muzeum wzniesiony został według projektu Juana de Villanuevy. Przy jego wejściach znajdują się pomniki najwybitniejszych malarzy hiszpańskich: Diego Velazqueza i Francisca Goyi. W ramach rozbudowy budynku muzeum w 2007 r. udało się uniknąć poważnych interwencji w historyczny gmach: dobudowana część ukryta jest za budynkiem, niewidoczna od Paseo del Prado. W ramach rozbudowy do budynku dołączono odrestaurowane krużganki nieistniejącego klasztoru św. Hieronima, położonego niegdyś na wschód od muzeum. Dzięki zbudowaniu podziemnego przejścia łączącego dawny wirydarz z gmachem muzeum Prado przebudowa nie narusza klasycystycznego budynku Villanuevy.
Do wnętrza muzeum prowadzi kilka bram. Główne, reprezentacyjne wejście od Paseo del Prado, nosi nazwę Puerta de Velázquez. Otwierane jest wyłącznie przy uroczystych okazjach, takich jak wizyty oficjeli. Kasy biletowe znajdują się przy Puerta de Goya, umieszczonej w fasadzie północnej. Po zakupie biletu, w zależności od natężenia ruchu turystycznego, ochrona kieruje zwiedzających bądź do Puerta de Goya, bądź do nowej, zrealizowanej podczas przebudowy w 2007 r., Puerta de los Jerónimos, położonej między gmachem Villanuevy a kościołem św. Hieronima. Kwadrans przed godziną zamknięcia muzeum jest opróżnianie ze zwiedzających, którzy na ogół kierowani są do najbliższego wyjścia: Puerta de Goya, Puerta de los Jerónimos lub Puerta de Murillo (w fasadzie południowej).

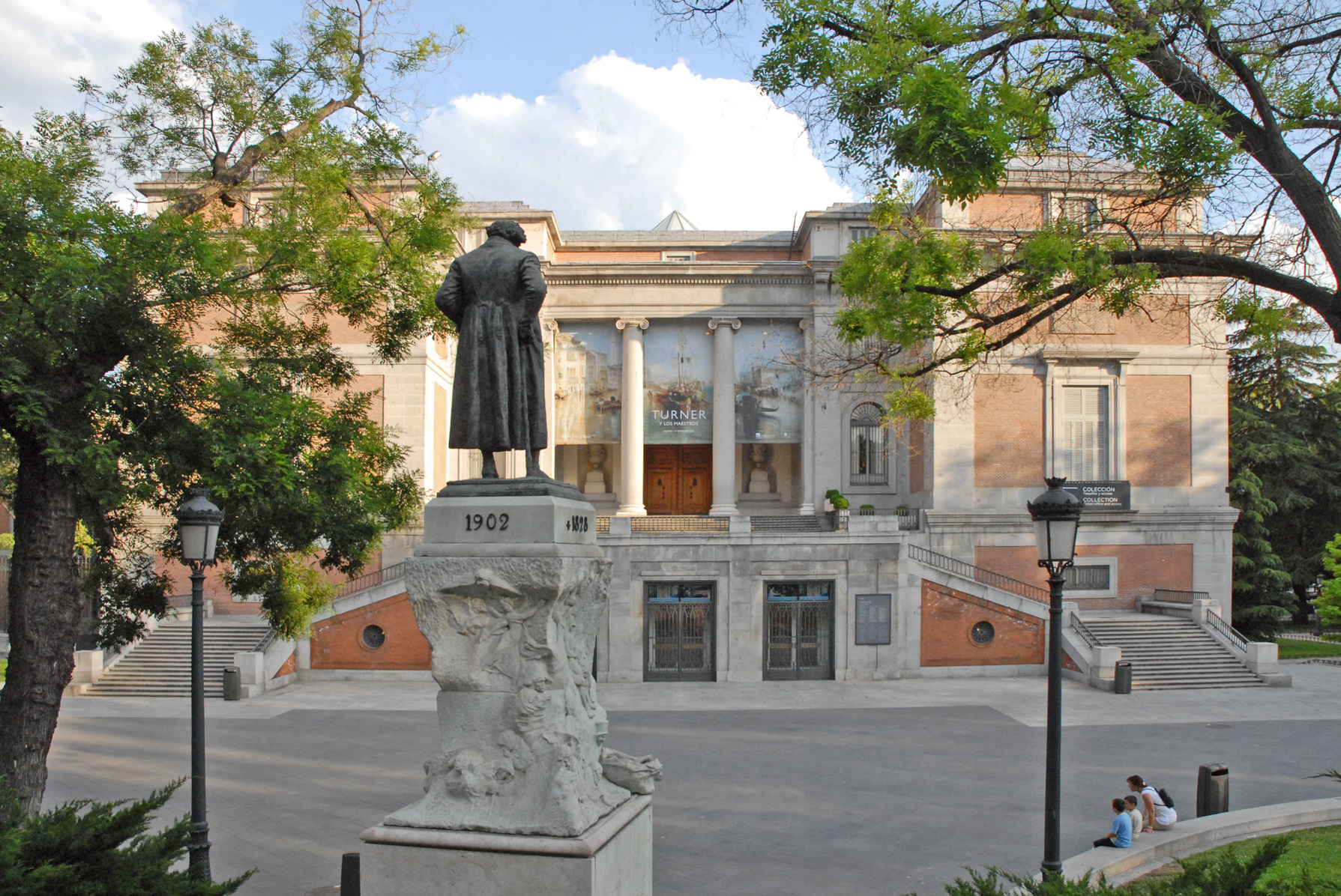
Puerta de Goya (fasada północna). W dolnej części: kasy biletowe, w górnej części: wejście do muzeum.

Do Muzeum Prado należą także dwa pobliskie budynki będące pozostałością Pałacu Buen Retiro: Casón del Buen Retiro i Salón de Reinos (Salon Królestw).

## Zbiory
Rdzeniem kolekcji muzealnej jest prywatna kolekcja sztuki królów hiszpańskich, gromadzona od XVI wieku. Pierwszy katalog muzeum został opublikowany w 1819 roku i zawierał wyłącznie malarstwo hiszpańskie (311 obrazów), choć w zbiory muzealne zaliczane było łącznie 1510 obrazów z różnych królewskich rezydencji. Z czasem kolekcja rosła przez liczne darowizny, spadki i transakcje.
Dekretami rządu regencyjnego z 25 listopada 1870 i 22 marca 1872 zlikwidowano Muzeum Trójcy Świętej i przekazano Prado jego zbiory, pochodzące głównie z przejętych przez państwo klasztorów w Madrycie i w innych prowincjach centralnej Hiszpanii. W rzeczywistości po 1873 do Prado włączono tylko 83 prace, prawie wszystkie z inwentarza nowych nabytków, które rozpoczęły się w 1856 roku. Większość zbiorów została rozdystrybuowana do różnych miejsc lub zdeponowana w budynku Villanueva. Wśród najbardziej wartościowych dzieł z Muzeum Trójcy Świętej znalazły się prace El Greca, Berruguete Maíno i malarstwo flamandzkie. Ponad 600 dzieł religijnych, w większości o małej wartości artystycznej, zaginęło lub zostało zniszczonych.
W latach 1873–1900 Museo del Prado pomogło wyposażyć w dzieła sztuki ratusze, nowe uniwersytety i kościoły. W chwili rozbudowy w 1918 roku na kolekcję muzealną składało się ponad 2300 obrazów. Obecnie (stan na luty 2017 r.) na kolekcję składa się ponad 35 000 obiektów, w tym 8045 obrazów, 9561 rycin, 971 rzeźb, 1189 dzieł sztuki dekoracyjnej, 2155 medali i monet, 38 elementów zbroi i broni, ponad 15 000 fotografii i 155 map.
Podobnie jak kolekcje w innych miastach europejskich (Luwr w Paryżu czy Galeria Uffizi we Florencji), kolekcja Prado wyrosła z osobistych preferencji dynastii rządzącej. Odzwierciedla więc upodobania królów, ich sojusze i układy polityczne, a przez to jest kolekcją asymetryczną: doskonale jest w niej reprezentowane malarstwo hiszpańskie, jednak zauważyć można braki przedstawicieli innych szkół malarstwa; próby korekty tej sytuacji podejmowane są z różnym skutkiem. Prado nie jest więc muzeum z ekspozycją ułożoną encyklopedycznie (jak ma to miejsce w Ermitażu, National Gallery w Londynie, czy pobliskim Muzeum Thyssen-Bornemisza), bardziej należy na jego kolekcję spojrzeć przez perspektywę wyraźnie skrystalizowanego rdzenia złożonego z obrazów realizowanych na zamówienie pod gusta kilku monarchów.

### Malarstwo
- Malarstwo hiszpańskie – od sztuki romańskiej do XX wieku. Można tu znaleźć dzieła artystów takich jak: Bartolomé Bermejo, Pedro Berruguete, Sánchez Coello, El Greco, Jusepe de Ribera, Francisco de Zurbarán, Bartolomé Esteban Murillo, Alonso Cano, Diego Velázquez, Francisco Goya, Vicente López, Marià Fortuny, Carlos de Haes, Raimundo de Madrazo y Garreta, Eduardo Rosalles, Joaquín Sorolla y Bastida, Pablo Picasso. Najobszerniej reprezentowana jest twórczość Velazqueza (48 dzieł)[13] i Goi (152 obrazy)[14].
- Malarstwo włoskie – od XV do XVIII wieku. Najlepiej prezentuje się zbiór obrazów ze szkoły weneckiej, m.in.: dzieła Tycjana, Veronese, Tintoretto i Bassano.
- Malarstwo flamandzkie – od XV do XVII wieku. Prezentacja dzieł Rogiera van der Weydena, Boscha, Roberta Campina, Dirka Boutsa, Hansa Memlinga i innych.
- Malarstwo francuskie – od XVI do początków XIX wieku, np. obrazy Poussina i Lorraina.
- Malarstwo niemieckie, holenderskie, brytyjskie.

### Rzeźba
- Rzeźba grecka – dwie oryginalne rzeźby z okresu archaicznego (w tym kuros z VI wieku p.n.e.), rzymskie kopie dzieł mistrzów greckich z okresu klasycznego (miniaturowa kopia Ateny Partenos Fidiasza, kopia Ateny Myrona z grupy Atena i Marsjasz, kopia Diadumenosa Polikleta, czterech Menad – reliefu Kalimacha, Satyra odpoczywającego Praksytelesa, Herkulesa Skopasa i innych) i hellenistycznego (np. Faun i dziecko ze szkoły pergamońskiej).
- Rzeźba rzymska oraz XVI, XVII i XVIII wieku.

### Grafiki i rysunki
- Zbiór rysunków od XV do XIX wieku. Najlepiej prezentuje się tu szkoła hiszpańska (w tym dzieła Francisca Goi), ale można znaleźć także rysunki Michała Anioła i innych artystów z Europy.
- Grafiki – najobszerniejszy zbiór składa się z cyklów Francisca Goi. Wśród grafik artystów niehiszpańskich znajdują się m.in. cztery prace Dürera, dzieła van Dycka, Rembrandta, Tiepola.

### Rzemiosło artystyczne
- Kolekcja zabytkowych mebli, ceramiki, wachlarzy, tapiserii itp.

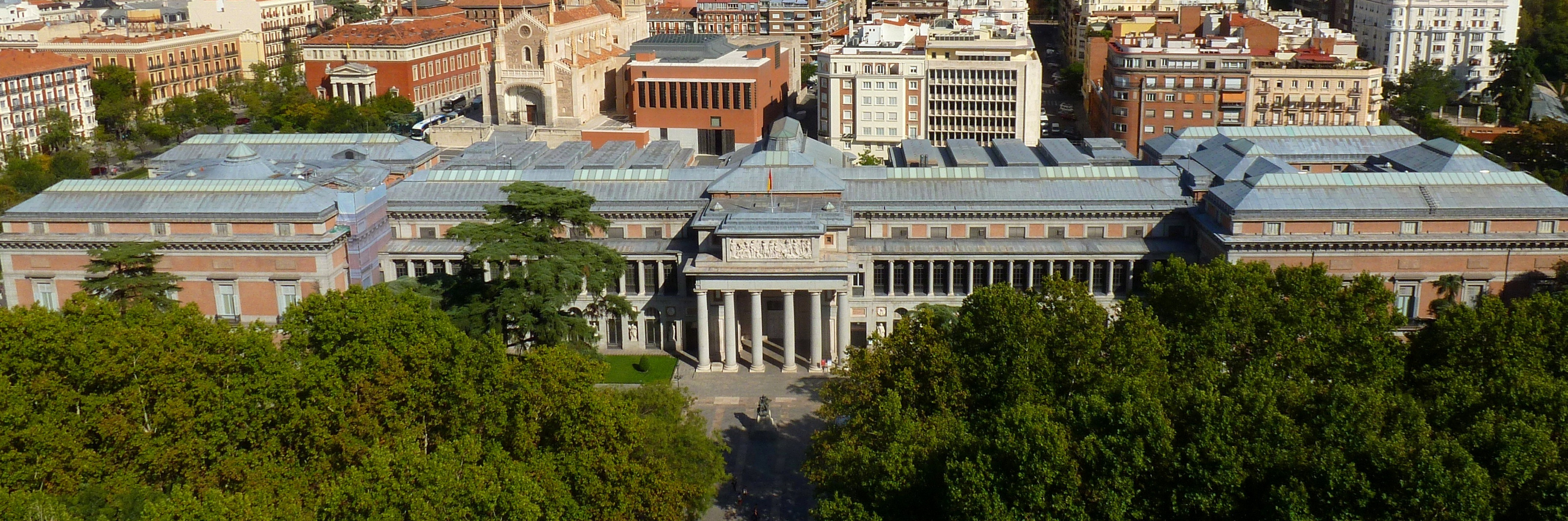
Widok ogólny Prado

## Wybrane dzieła
| Tytuł                                                  | Autor                 | Rok        | Sala | Piętro | Miniatura | Opis |
| ------------------------------------------------------ | --------------------- | ---------- | ---- | ------ | --------- | --- |
| La Gloria / La Trinidad / El Juicio Final / El Paraíso | Tycjan                | 1551-54    | 024  | 1      |           | Obraz uznawany za symboliczny początek kolekcji królewskiej, a przez to kolekcji Prado. |
| El caballero de la mano en el pecho                    | El Greco              | ok. 1580   | 009B | 1      |           | Jedna z pierwszych prac El Greco zrealizowanych w Hiszpanii, uznawana za przedstawienie kwintesencji hiszpańskiego arystokraty.                                                                                 |
| Las Meninas                                            | Diego Velázquez       | 1656       | 012  | 1      |           | Portret grupowy, stanowiący zarazem rozważanie na temat samego aktu oglądania dzieła. |
| Felipe IV                                              | Diego Velázquez       | 1623       | 012  | 1      |           | Przez niezwykłe połączenie konstrukcji obrazu wraz z jego symboliczną narracją uznaje się go za jedno ze szczytowych osiągnięć sztuki portretowej dworu hiszpańskiego.                                          |
| Carlos V en la Batalla de Mühlberg                     | Tycjan                | 1548       | 027  | 1      |           | Pierwszy portret konny w historii sztuki, bazujący na rzeźbach antycznych i renesansowych. Pomimo wyjątkowego dla malarstwa motywu, pomysł na portrety konne nie przyjął się i musiał poczekać do prac Rubensa. |
| Tríptico del Jardín de las delicias                    | Hieronimus Bosch      | 1490-1500  | 056  | 0      |           | Najbardziej złożona i enigmatyczna praca Hieronima Boscha, przedstawiająca los rodzaju ludzkiego. |
| La Crucifixión                                         | Juan de Flandes       | 1509-19    | 057  | 0      |           | Wyjątkowa prezentacja pogrążonych w żalu najbliższych Jezusa Chrystusa, których boleść jest przeżywana bardzo prywatnie.                                                                                        |
| El Descendimiento                                      | Rogier van der Weyden | przed 1443 | 058  | 0      |           | Mistrzowski pokaz spontanicznej kreatywności Rogiera. Jeden z nielicznych wizerunków Chrystusa bez brody. |
| El 3 de mayo en Madrid / Los fusilamientos             | Francisco de Goya     | 1814       | 064  | 0      |           | Dramaturgia przedstawienia jednego z najczarniejszych dni w historii Madrytu, zbudowana na grze światłem i mistrzowskim studium psychologicznym postaci.                                                        |